# Damasias
Damasias était un archonte d'Athènes en 582 av. J.-C. Il fit de Thalès, après sa mort, l'un des « Sept sages », expression qu'il a créée. Il remplaça Solon dans la charge d'archonte.
Il exerça ses fonctions pendant deux ans et deux mois, jusqu'à ce qu'il fût expulsé par force de sa charge.